# Малевский-Малевич, Николай Андреевич
Николай Андреевич Малевский-Малевич (8 декабря 1856, Москва — 1920, в эмиграции) — российский дипломат, посол в Японии, гофмейстер (1904), сенатор (1905).
Его брат — Святослав Андреевич Малевский-Малевич, окончил Николаевское кавалерийское училище; в 1917 году в чине статского советника был управляющим делами «Дворянского земельного банка» в Петрограде.

## Биография
Происходил из аристократической семьи русско-польского происхождения; родился в Москве 8 декабря 1856 года. Окончил 5-ю Московскую гимназию с золотой медалью и юридический факультет Императорского Московского университета со степенью кандидата прав.
В службе — с 23 февраля 1881 года, по Министерству иностранных дел. В 1896 году — статский советник, вице-директор 2-го Департамента (внутренних сношений); 14 мая 1896 года был произведён в действительные статские советники. С 24 августа 1897 по 1 июня 1905 года — директор 2-го Департамента Министерства иностранных дел; 6 декабря 1904 года пожалован в гофмейстеры Высочайшего двора.
С 1 июня 1905 года присутствующий в Правительствующем Сенате.
В 1906—1907 годах возглавлял российскую делегацию на переговорах с Японией относительно заключения нового договора о торговле и мореплавании взамен отменённого в связи с войной. Сохраняя звание сенатора, в 1908—1916 годах — чрезвычайный и полномочный посол России при Его Величестве Императоре Японии. Способствовал урегулированию российско-японских отношений после русско-японской войны. Оказывал покровительство выдающемуся русскому японисту В. М. Мендрину.
В 1912 году Малевский-Малевич представлял Россию на похоронах императора Мэйдзи.
Перед Первой мировой войной Малевский-Малевич утратил расположение руководства российского МИДа. В ответ на запрос оттуда, на чьей стороне выступит Япония в случае войны в Европе, Малевский-Малевич, вместе с представителем союзной Франции, высказал предположение, что Япония останется нейтральной. Этот ответ не удовлетворил министра С. Д. Сазонова, который уже знал из других источников, что Япония склоняется к союзу с Россией. После открытия боевых действий в Европе, когда в Японию стали поступать военные заказы на поставки оружия и амуниции, посол оказался не в состоянии выполнять всё возраставшие требования военного ведомства и в итоге был уволен со своего поста в 1916 году.
Почётный член Императорского Женского Патриотического Общества и член Совещательного комитета при Совете этого общества.

## Награды
За свою службу Малевский-Малевич был награждён многими российскими и иностранными орденами, в их числе:
российские
- Орден Святого Станислава 1-й степени (1902)
- Орден Святой Анны 1-й степени (1909)
- Орден Святого Владимира 2-й степени (1912)

иностранные
- Бухарский орден Золотой Звезды 1-й степени (1893)
- Датский командорский крест ордена Данеброга (1896)
- Португальский командорский крест ордена Христа (1896)
- Болгарский орден Святого Александра 1-й степени (1897)
- Французский командорский крест ордена Почётного легиона (1897)
- Прусский орден Короны 1-й степени (1897)
- Австрийский командорский крест ордена Франца-Иосифа со звездою (1897)
- Бельгийский большой офицерский крест ордена Леопольда (1900)
- Большой крест ордена Короны Италии (1902)
- Испанский большой крест ордена Изабеллы Католички (1903)
- Австрийский орден Железной короны 1-й степени (1904)
- Шведский большой крест ордена Полярной звезды (1905)
- Прусский орден Красного орла 1-й степени (1906)
- Японский орден Восходящего солнца 1-го класса (1908)

## Семья
Был женат на Софии Петровне Рогович, дочери сенатора, тайного советника Петра Ивановича Роговича; брак в 1901 году был расторгнут.
Сын — Пётр Николаевич (1891 — 25.05.1974, Париж), один из руководителей евразийского движения в русской эмиграции; офицер лейб-гвардии Преображенского полка, участник Белого движения.
Дочь — Евгения (род. 1892).
Сын — Андрей Николаевич (1896—1914), офицер лейб-гвардии Преображенского полка, участник Первой мировой войны, погиб на фронте.
Сын — Константин Николаевич (1897, Москва — 09.06.1927), гвардейский офицер, арестован 5 февраля 1927 года после выдачи персидскими властями, расстрелян 9 июня 1927 г. в числе 20 человек, казнённых в ответ на убийство П. Л. Войкова. Похоронен на Ваганьковском кладбище.
Дочь — Елена Николаевна (23.03.1897, Москва — 20.08.1965 Москва/Подмосковье), похоронена на Переделкинском кладбище.